# Butleronea tsara
Butleronea tsara är en fjärilsart som beskrevs av Pierre E.L. Viette 1968. Butleronea tsara ingår i släktet Butleronea och familjen nattflyn. Inga underarter finns listade i Catalogue of Life.